# Delling
Delling (en nórdico antiguo, posiblemente, «la aurora» o «el que brilla») es un dios en la mitología nórdica. Delling es mencionado en la edda poética, compilada en el siglo XIII por las primeras fuentes tradicionales, y en la edda prosaica, escrita en el mismo siglo por Snorri Sturluson. En ambas fuentes, es descrito como el padre de Dagr, la personificación del día. La Edda Prosaica añade que es el tercer esposo de Nótt, la personificación de la noche. Asimismo, es mencionado en la legendaria saga Hervarar saga ok Heiðreks. Los expertos han propuesto que Delling es la personificación del crepúsculo, y su nombre puede aparecer tanto en un apellido como en un topónimo inglés.

## Testimonios

### Edda Poética
Delling es referenciado en la edda poética en los poemas de Vafþrúðnismál y Hávamál. En la estrofa 24 de Vafþrúðnismá, el dios Odín (disfrazado como «Gagnráðr») le pregunta al jötunn Vafþrúðnir de dónde provienen los días, las noches y sus lunas. En la estrofa 25, Vafþrúðnir le responde:

Delling hight he who the day's father is,
but night was of Nörvi born;
the new and waning moons the beneficient powers created,
to count the years for men.
Delling se llama el padre de día,
pero noche fue engendrada por Nör;
luna llena y nueva crearon los dioses
para contar los años.

En Hávamál, el enano Þjóðrœrir es mencionado realizando un hechizo sin nombre «a las puertas de Delling»:

For the fifteenth I know what the dwarf Thiodreyrir
sang before Delling's doors.
Strength he sang to the Æsir, and to the Alfar prosperity,
wisdom to Hroptatyr.
El decimoquinto sé, que el enano Thjódrörir
a las puertas de Delling cantó:
con la fuerza de los ases, con la gloria de los elfos,
lo cantó a Hroptatýr con la ciencia.

En el poema Fjölsvinnsmál, Svipdagr le pregunta «¿Qué es lo que un dios ha hecho para esta grande sala que veo aquí dentro?» Fjölsviðr le responde con una lista de nombres, incluyendo Delling. En una estrofa del poema Hrafnagaldr Óðins, la aparición de Dagr, un caballo, y un carruaje son descritos, y el mismo Dagr se desribe como «el hijo de Delling».

### Edda Prosaica
En el capítulo 10 de la Edda Prosaica en el libro Gylfaginning, la consagrada figura del Altísimo, uno de los muchos nombre de Odín, menciona que Delling es un dios y el tercer esposo de Nótt. La pareja dio a luz a Dagr, quien además heredó los rasgos de su padre y que era descrito por mucha gente como «brillante y hermoso». Odín colocó al hijo de Delling, Dagr, y a su esposa, Nótt, en el cielo, para que de esta manera que pudieran viajar a través de él con sus caballos y carruajes cada 24 horas.

### Hervarar saga ok Heiðreks
Según los expertos, hay cinco enigmas en el poema Heiðreks gátur que también se encuentran en la legendaria saga de Hervarar saga ok Heiðreks cada vez que se emplea la frase «puertas de Delling» (nórdico antiguo Dellings durum). Como ejemplo, en una estrofa donde la frase es usada Gestumblindi (Odín disfrazado) plantea el enigma siguiente:

What strange marvel,
did I see without,
in front of Delling's door;
its head turning
to Hel downward,
but its feet ever seek the sun?
This riddle ponder,
O prince Heidrek!
¿Qué extraña maravilla,
he visto afuera
 frente a las puertas de Delling;
su cabeza vuelta
hacia abajo a Hel
pero sus pies siempre buscan el sol?
 Considera este acertijo
¡Oh príncipe Heidrek!

'Your riddle is good,
Gestumblindi,' said the king;
'I have guessed it.
It is the leek;
its head is fast in the ground,
but it forks as it grows up.'
Tu acertijo es bueno,
Gestumblindi, dijo el Rey;
lo he adivinado.
Es el puerro;
su cabeza firmemente en el suelo,
pero se bifurca a medida que crece.

## Teorías
Jacob Grimm menciona que Delling es la forma asimilada de Deglingr, la cual incluye el nombre del hijo de Delling Dagr. Grimm mencionó que si la terminación «-ling» se refiere a la ascendencia, Delling bien pudo haber sido el «progenitor en presencia de él» o referirse a que el orden sucesivo había sido inverso, a lo cual Grimm concluyó que ocurría muy a menudo en las genealogías antiguas. Benjamin Thorpe dice que Delling pudo ser la personificación del crepúsculo, similar a su hijo Dagr, personificación del día.
Con respecto a las referencias de las «puertas de Delling» como su uso en Hervarar saga ok Heiðreks, Christopher Tolkien argumenta que:

Es imposible mencionar al creador de estos enigmas. En el capítulo 160 de Hávamál se menciona que el enano Thjódrørir cantó a las puertas de Delling, lo cual (teniendo en cuenta el hecho de que Delling es el padre de Dag (día) en el capítulo 25 de Vafþrúðnismál) puede significar que daba un aviso a su gente de que el sol estaba saliendo, y que ellos deberían regresar a sus casas oscuras; la frase significaría literalmente a un 'orto'. Con respecto a dǫglings para Dellings en H, y Dǫglingar fueron los ascendientes de Dagr (de acuerdo a SnE. 183).

John Lindow dice que existe una confusión respecto a la referencia de Delling en Hávamál. Lindow dice que las «puertas de Delling» o bien fue una metáfora para orto o la referencia se refiere a un enano del mismo nombre.
El apellido inglés de Dallinger se ha considerado como una derivación de Delling. El topónimo inglés de Dalbury (sur de Derbyshire) deriva de Dellingeberie, que a su vez deriva de Delling.